# Lulu Zaharani
Lulu Zaharani Krisna Widodo (Bandar Lampung, 16 de diciembre de 2003) es un atleta, modelo y ganadora de Puteri Indonesia Lingkungan 2023. Zaharahi representará a Indonesia en la segunda edición de Miss Charm que se llevará a cabo en Vietnam.

## Biografía

### Educación
Completó su educación secundaria en SMAN 1 Tumijajar en Tulang Bawang Barat Regency. Actualmente, es estudiante de Ciencias de la Comunicación de la Universidad Bandar Lampung en Bandar Lampung, Lampung. Lulu comenzó su carrera como Paskibraka jubilada de la provincia de Lampung en 2019.

### Carrera
En mayo de 2023, junto con los ganadores de Puteri Indonesia 2023, Farhana Nariswari Wisandana y Yasinta Aurellia, Lulu fue nombrada una de las embajadoras de marca del Bank Central Asia (BCA) de Indonesia. El nombramiento fue transmitido por Mustika Ratu Entertainment (MRE), que es una filial de PT Mustika Ratu Tbk. Aparte de eso, el nombramiento de embajadores de marca también es parte de una colaboración entre PT Bank Central Asia y Puteri Indonesia 2023 para encontrar mujeres con potencial para promover productos del Bank Central Asia.

## Concursos de belleza
Lulu comenzó su carrera en concursos de belleza participando en las elecciones de West Tulang Bawang Muli Mengnai y fue seleccionada como primera finalista en West Tulang Bawang Muli 2020, luego participó en el concurso de embajadores de Muli Mekhanai para Tulang Bawang Regency y fue seleccionada con éxito como Muli. Tulang Bawang 2022. Luego, en agosto de 2022, Lulu fue seleccionada como Muli Lampung 2022 en el concurso Muli Mekhanai para la provincia de Lampung 2022.

### Puteri Indonesia Lampung 2023
A finales de 2022, poco después de ser seleccionada como Muli Lampung 2022, Lulu comenzó a participar en concursos de belleza compitiendo en el concurso a nivel provincial Puteri Indonesia Lampung 2023 que se llevó a cabo en el Hotel Radisson en Bandar Lampung el 24 de diciembre de 2022. Al final del evento, fue seleccionada con éxito como ganadora del título. Después de ostentar con éxito el título de Puteri Indonesia Lampung 2023, Lulu tiene derecho a representar a la provincia de Lampung en el concurso nacional de belleza Puteri Indonesia 2023.

### Puteri Indonesia 2023
Después de ostentar con éxito el título de Puteri Indonesia Lampung 2023, Lulu representó a la provincia de Lampung en el concurso nacional de belleza Puteri Indonesia 2023 que se celebró en el Salón de Plenarias del Centro de Convenciones de Yakarta en el centro de Yakarta el 19 de mayo de 2023. Al final del evento, Lulu fue coronada con éxito como segunda finalista con el título de Puteri Indonesia Pariwisata 2023 por Adinda Cresheilla de Java Oriental como poseedora del título anterior. Aparte de eso, también consiguió un puesto en el Top 3 de Mejor Maquillaje y Mejor Vestido de Noche. Como Puteri Indonesia Pariwisata 2023, Lulu tiene derecho a competir para representar a Indonesia en el concurso Miss Charm 2024.